# Tošovice

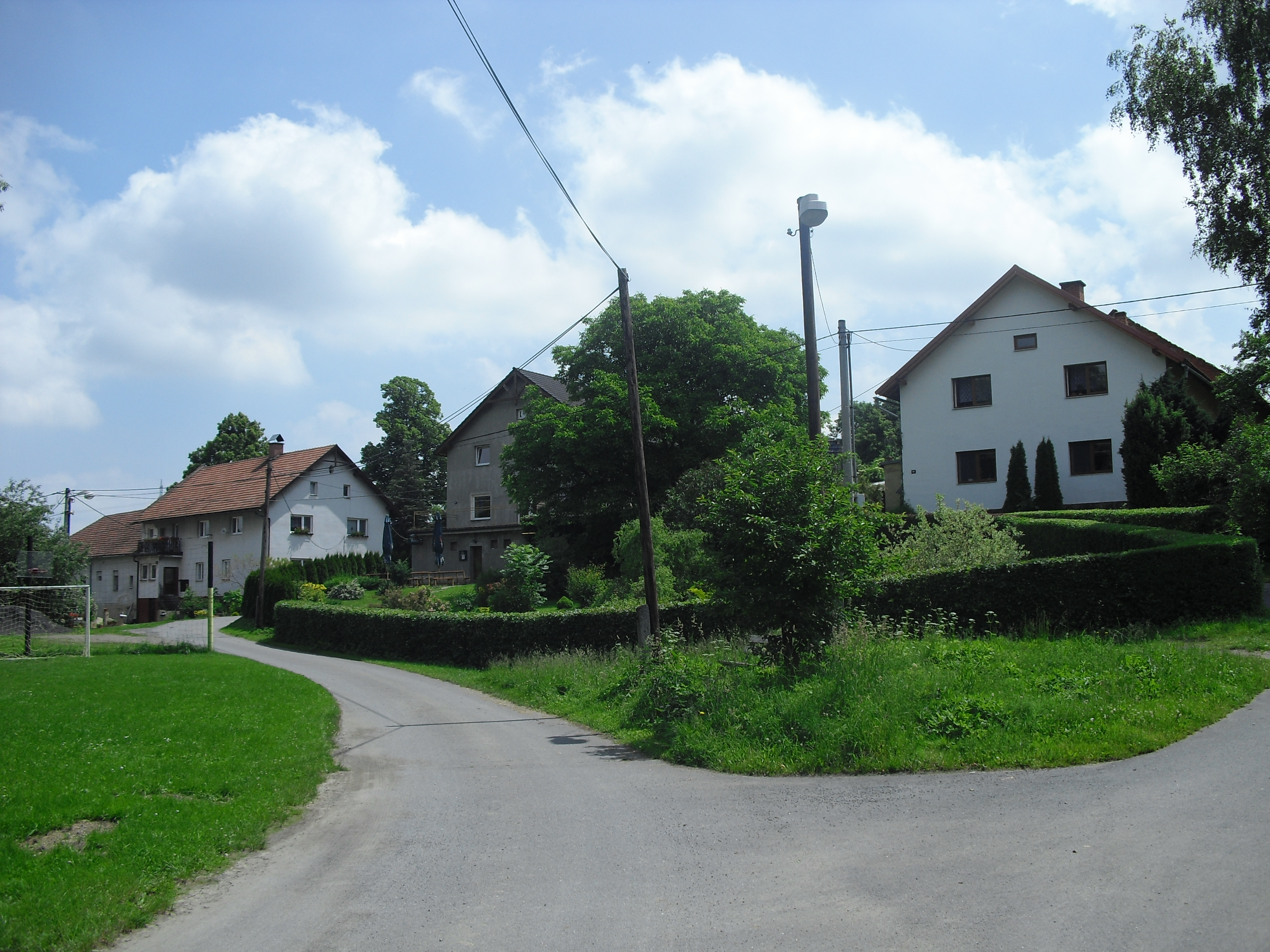
Häuser im nördlichen Teil des Dorfes

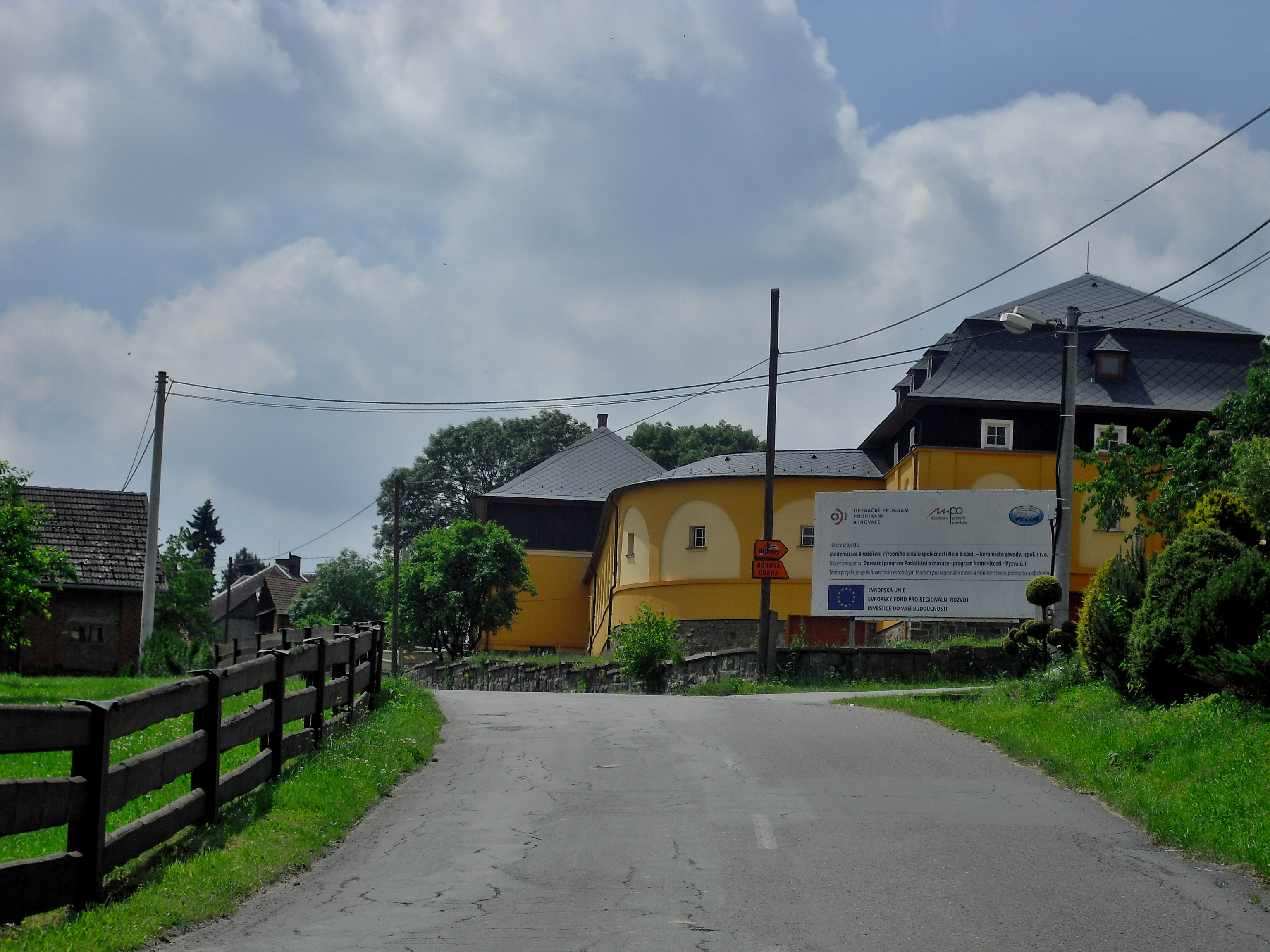
Verwaltungsgebäude des Freizeitzentrums HEIpark

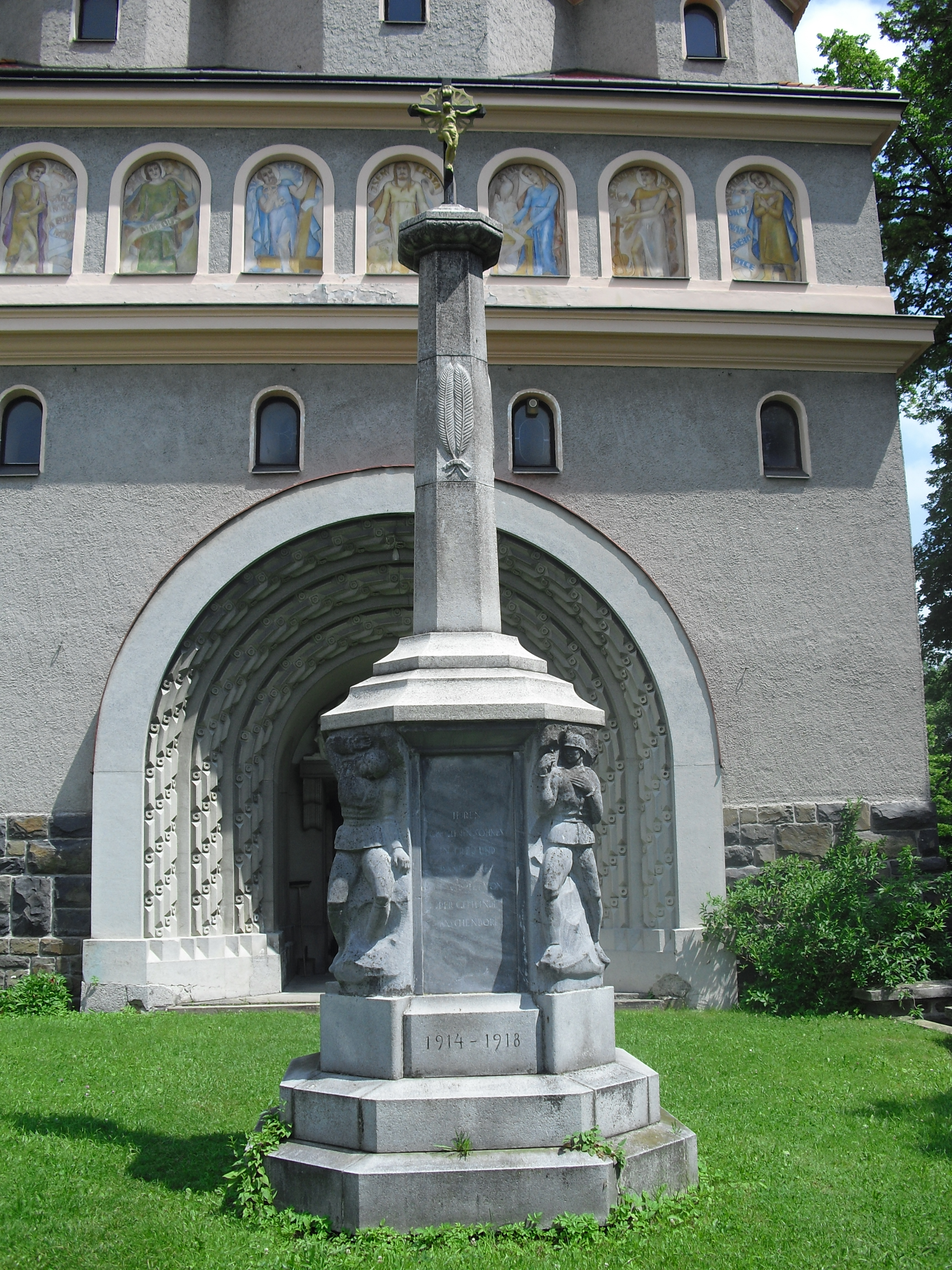
Kriegerdenkmal

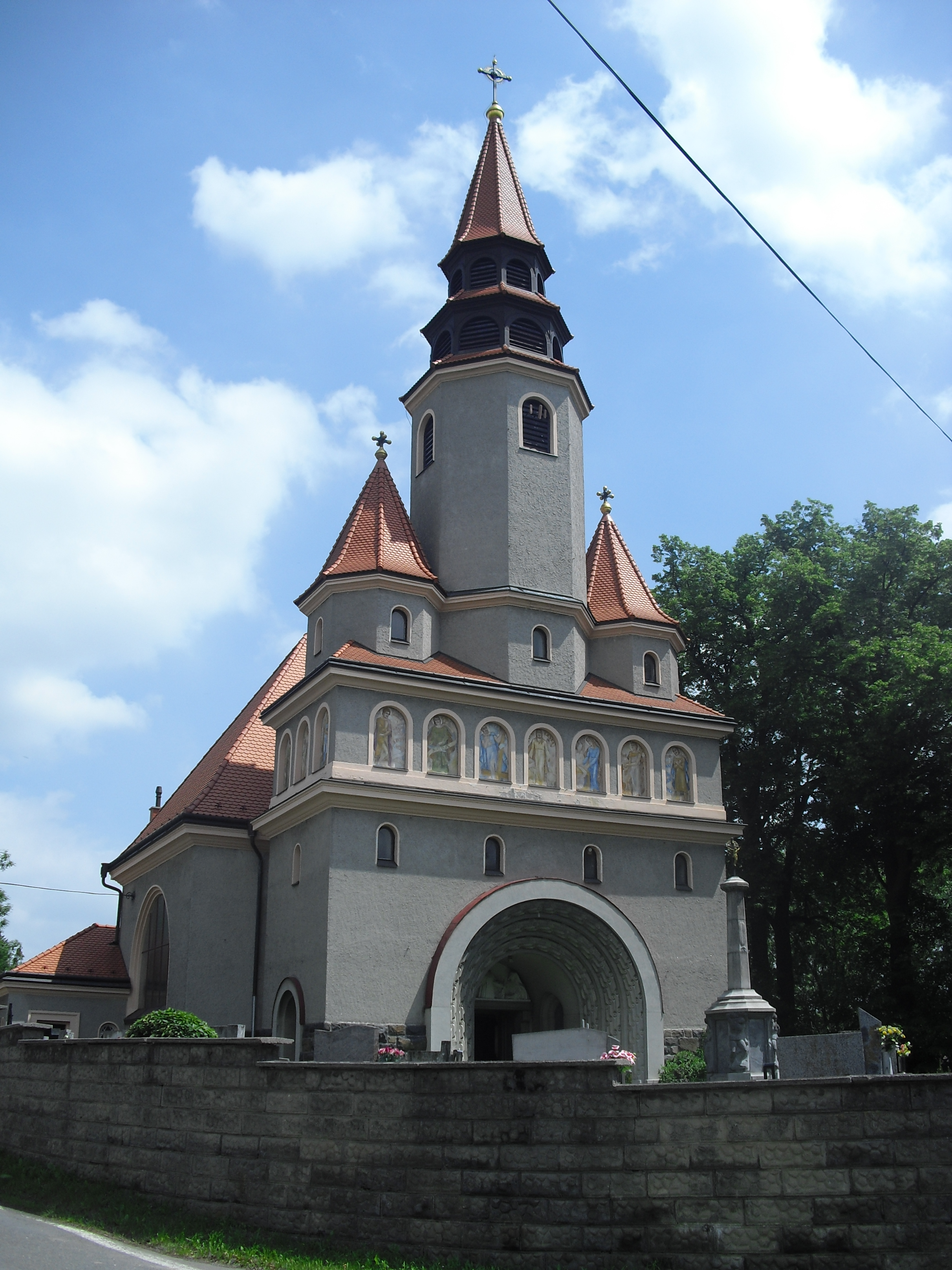
Kirche des hl. Martin

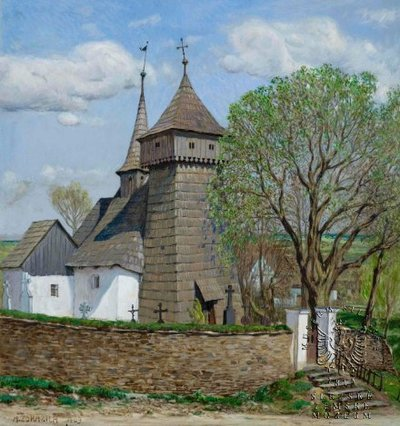
Alte Kirche des hl. Martin (Gemälde von Adolf Zdrazila)

Tošovice (deutsch Taschendorf) ist ein Ortsteil der Stadt Odry (Odrau) in Tschechien. Er liegt viereinhalb Kilometer nördlich von Odry und gehört zum Okres Nový Jičín.

## Geographie
Der als Hufendorf angelegte Ort Tošovice erstreckt sich am Oberlauf des Baches Tošovický potok (Taschendorfer Bach) am Fuße der Vítkovská vrchovina (Wigstadtler Bergland). Nördlich erhebt sich der Mlýnský kopec (398 m n.m.), im Osten die Hvězdová (434 m n.m.), südlich der Vladař (Taschenberg bzw. Wladarsch, 467 m n.m.) und im Westen der Nad Vítovkou (Taschendorfer Berg, 447 m n.m.). Das Dorf liegt im Naturpark Oderské vrchy.
Nachbarorte sind Vlkovice (Wolfsdorf) im Norden, Jerlochovice (Gerlsdorf) und Fulnek im Nordosten, Stachovice (Stachenwald) und Jestřabí (Jastersdorf) im Osten, Hvězdová (Sternfeld) im Südosten, Odry im Süden, Loučky (Lautsch) und Vítovka (Werdenberg) im Südwesten, Jakubčovice nad Odrou (Jogsdorf) und Heřmánky (Klein Hermsdorf) im Westen sowie Heřmanice u Oder (Groß Hermsdorf) und Véska (Dörfel) im Nordwesten.

## Geschichte
Tošovice wurde vermutlich im 12. Jahrhundert im Zuge der Kolonisation des Berglandes gegründet und nach einem Lokator Taš benannt. Das Ortsbild mit Hufenflur und Vierseithöfen lässt vermuten, dass die Siedler fränkischen Ursprungs waren. Die erste schriftliche Erwähnung des zur Herrschaft Odra gehörigen Dorfes Tasonis villa erfolgte 1362. Im Jahre 1374 befreiten die Grundherren Albert von Sternberg und dessen Neffe Peter die Bauern in Tassendorf vom Heimfall. Am 15. Juni 1381 bestätigte der Propst des Augustiner-Chorherrenstiftes Sternberg dem Erbrichter Herzmansky den Kauf des Erbgerichts in Taschendorf mit einer freien Hube Acker, einer Mühle, einer Schenke, einem Schmied, einem Weber, einem Schneider und einem Schuster, die seit jeher zum Erbgericht gehört hatten. Herzmanskys Nachkommen versahen das Erbrichteramt danach ununterbrochen bis zu dessen Abschaffung.
1673 wurde der Taschendorfer Erbrichter wegen der Beteiligung der Bewohner des Dorfes am Bauernaufstand gefangen genommen. Im Jahre 1771 wurde das Dorf auch als Kopczowicze bezeichnet. Die 1766 gegründete Kolonie Werdenberg gehörte anfänglich zur Gemeinde Taschendorf, bildete dann ab 1770 eine eigene Ortsgemeinde. Auf Anordnung des Kaisers Joseph II. wurde 1781 auch in Taschendorf die Nummerierung aller Häuser vorgenommen. Diese erfolgte nach der Reihe der vorhandenen Häuser bis zur Nr. 43 (Taschenmühle); die danach errichteten Gebäude wurden – ohne Berücksichtigung der Lage – fortlaufend weiter durchnummeriert. Die erste Dorfschule, in der auch die Kinder aus Sternfeld Unterricht erhielten, wurde 1785 eingerichtet. Im Jahre 1806 verstarben 31 Einwohner bei einer Faulfieberepidemie.
Im Jahre 1834 bestand Taschendorf aus 54 schlecht gebauten und ungeregelt liegenden Häusern, in denen 373 deutschsprachige und katholische Personen lebten. Haupterwerbsquellen waren der Ackerbau, die Viehzucht und der Obstbau. Im Ort gab es eine Filialkirche und eine Schule, abseits – am Gansbach – lag eine Mühle. Die Nutzfläche umfasste 664 Joch Ackerland, 338 Joch Hutweiden, 155 Joch Wiesen und 116 Joch Wald. Pfarrort war Oderau. Bis zur Mitte des 19. Jahrhunderts blieb Taschendorf der Minderherrschaft Oderau untertänig.
Nach der Aufhebung der Patrimonialherrschaften bildete Taschendorf / Tošovice ab 1849 mit dem Ortsteil Werdenberg / Vitberk eine Gemeinde im Gerichtsbezirk Odrau. 1867 löste sich Werdenberg von Taschendorf los und bildete eine eigene Gemeinde. Ab 1869 gehörte Taschendorf zum Bezirk Troppau. Zu dieser Zeit hatte das Dorf 362 Einwohner und bestand aus 54 Häusern. 1885 wurde der Erbrichtereibesitzer Richard Herzmansky Bürgermeister von Taschendorf; auf seine Initiative hin wurde 1893 die Freiwillige Feuerwehr gegründet.
Im Jahre 1900 lebten in Taschendorf 353 Personen; 1910 waren es 355. 1906 erfolgte der Bau der Straße nach Odrau und Fulnek. Die alte Holzkirche wurde 1909 abgebrochen; in den Jahren 1912–1916 erfolgte der Bau der heutigen Kirche. Bürgermeister Herzmansky, der bis 1914 im Amt war, setzte sich nicht nur für den Kirchenbau ein, 1912 erhielt der Ort auch ein neues Schulgebäude. Beim Zensus von 1921 lebten in den 56 Häusern der Gemeinde 335 Menschen, darunter 330 Deutsche und drei Tschechen. 1922 wurde vor der Kirche ein Kriegerdenkmal enthüllt. Im Jahre 1930 bestand Taschendorf aus 56 Häusern und hatte 327 Einwohner; 1939 waren es 343.  Nach dem Münchner Abkommen wurde die Gemeinde im Herbst 1938 dem Deutschen Reich zugeschlagen und gehörte bis 1945 zum Landkreis Neu Titschein. Nach dem Ende des Zweiten Weltkrieges kam Tošovice zur Tschechoslowakei zurück, die meisten der deutschsprachigen Bewohner wurden 1946 vertrieben und das Dorf neu besiedelt. 1949 wurde Tošovice dem neu gebildeten Okres Vítkov zugeordnet, der bei der Gebietsreform von 1960 wieder aufgehoben wurde. Im Jahre 1950 hatte das Dorf 264 Einwohner und bestand aus 57 Häusern. Ab 1961 gehörte Tošovice wieder zum Okres Nový Jičín. Im Jahre 1970 hatte die Gemeinde 238 Einwohner. Mit Beginn des Jahres 1976 wurde Tošovice nach Odry eingemeindet. 1991 lebten in den 44 Häusern von Tošovice 200 Personen. Beim Zensus von 2011 hatte das Dorf 208 Einwohner und bestand aus 67 Häusern.

## Ortsgliederung
Der Ortsteil Tošovice bildet einen Katastralbezirk.

## Sehenswürdigkeiten
- Die Kirche des hl. Martin wurde in den Jahren 1912–1916 anstelle einer Holzkirche aus dem 15. Jahrhundert nach Plänen von Leopold Bauer errichtet. Das Altarbild, die Wandgemälde und die Glasmalereien schuf Adolf Zdrazila.
- Denkmal für die Gefallenen des Ersten Weltkrieges, vor der Kirche. Es wurde 1922 vom Bildhauer Engelbert Kaps geschaffen und 1995 restauriert.
- Taschenmühlkapelle, an der Straße nach Jerlochovice
- Bildstock, in den Feldern nördlich des Dorfes am Mlýnský kopec
- Mehrere Flurkreuze
- Haus Nr. 38, ehemalige Schule
- Häuser Nr. 2 und 3, ehemaliger Vierseithof
- Taschendorfer Linde (Fojtíkova lípa), hinter dem Haus Nr. 48
- Freizeitzentrum HEIpark mit Sommerrodelbahn, Seilgarten und Mountainbikestrecken

## Söhne und Töchter des Ortes
- Johann Schindler (1822–1893), österreichischer Bildhauer und Schnitzer
- Richard Herzmansky (1858–1939), österreichischer Politiker. Er war von 1885 bis 1914 zugleich Bürgermeister von Taschendorf.